# António Moiteiro Ramos
António Manuel Moiteiro Ramos (ur. 17 maja 1956 w Aldeia de João Pires) – portugalski duchowny rzymskokatolicki, biskup Aveiro od 2014.

## Życiorys
Święcenia kapłańskie otrzymał 4 lipca 1981 i został inkardynowany do diecezji Guarda. Był m.in. wykładowcą miejscowego seminarium i instytutu teologicznego w Viseu, szefem sekretariatu kurialnego ds. edukacji katolickiej oraz proboszczem katedry w Guarda.
8 czerwca 2012 papież Benedykt XVI mianował go biskupem pomocniczym Bragi, ze stolicą tytularną Cabarsussi. Sakry biskupiej udzielił mu 12 sierpnia 2012 kard. José Saraiva Martins.
4 lipca 2014 papież Franciszek mianował go biskupem ordynariuszem diecezji Aveiro.